# Guimarães (piłkarz)
José Pereira Guimarães również znany jako Guimarães (ur. 22 lutego 1907 w São Paulo, zm. 1983) – brazylijski piłkarz grający na pozycji obrońcy.

## Kariera klubowa
Guimarães karierę piłkarską rozpoczął w Corinthians São Paulo na przełomie lat dwudziestych i trzydziestych. W latach 1935–1941 występował we Fluminense Rio de Janeiro. Z Fluminense czterokrotnie zdobył mistrzostwo stanu Rio de Janeiro – Campeonato Carioca w 1936, 1937, 1938, 1940. W barwach Fluminense rozegrał 153 mecze i strzelił 2 bramki.

## Kariera reprezentacyjna
W reprezentacji Brazylii Guimarães zadebiutował 2 lipca 1931 roku w meczu z węgierskim klubem Ferencvárosi TC. Nigdy nie wystąpił w meczu międzypaństwowym reprezentacji Brazylii.